# Dowód rejestracyjny pojazdu
Ten artykuł należy dopracować:

przedstawiono sytuację tylko z polskiej perspektywy – artykuł powinien być przekrojowy.
Pomóż go poprawić. 
Dowód rejestracyjny pojazdu – dokument przewidziany przez ustawę z dnia 20 czerwca 1997 r. Prawo o ruchu drogowym, wydawany przez odpowiedni organ administracji publicznej właścicielowi pojazdu samochodowego, ciągnika rolniczego, pojazdu wolnobieżnego wchodzącego w skład kolejki turystycznej, motoroweru lub przyczepy podczas rejestracji. Obowiązek jego posiadania obejmuje właściciela pojazdu, jak i osobę prowadzącą pojazd (kierowcę) za zgodą właściciela.
Od 1 października 2004 roku wydawany jest nowy dowód rejestracyjny, wprowadzony rozporządzeniem Ministra Infrastruktury z 4 maja 2004 r. zmieniającym rozporządzenie w sprawie rejestracji i oznaczania pojazdów. Dowód rejestracyjny odpowiada wymogom znowelizowanej dyrektywy Rady UE 1999/37/WE z 29 kwietnia 1999 r. w sprawie dokumentów rejestracyjnych pojazdów.
Dowód rejestracyjny jest dokumentem papierowym oraz trzyskrzydełkowym w układzie poziomym. Kolorystyka tła dokumentu utrzymana jest w tonacji błękitno-żółtej. Awers dokumentu laminowany jest folią transparentną, służącą do zabezpieczenia spersonalizowanego dowodu rejestracyjnego przed uszkodzeniami. Wymiary dowodu rejestracyjnego w układzie poziomym to 218 × 105 mm, natomiast po złożeniu – ok. 73 × 105 mm. Dowody rejestracyjne produkuje oraz personalizuje Polska Wytwórnia Papierów Wartościowych.
W Polsce do 30 września 2018 roku nałożony był prawny obowiązek posiadania przez kierowcę podczas jazdy dowodu rejestracyjnego pojazdu. Dnia 1 października 2018 roku obowiązek ten został zniesiony. Kierowca nie musi mieć przy sobie dowodu rejestracyjnego podczas kontroli. Zmiany te dotyczą również posiadania potwierdzenia zawarcia umowy ubezpieczenia OC. 
Przy rejestracji pojazdu zwykle wydawane są nowe tablice rejestracyjne wraz z nalepką legalizacyjną. Jest to holograficzna i samoprzylepna etykieta, posiadająca wiele zabezpieczeń przed próbami fałszowania. Odklejenie od podłoża powoduje rozwarstwienie, uniemożliwiające jej ponowne wykorzystanie. Nalepka składa się z trzech części: A, B i C. Części A i B znaku naklejane są na stałych tablicach rejestracyjnych; część C wklejana jest do dowodu rejestracyjnego. Na nalepce jest kod składający się z liter NL, znaku /, trzech liter i siedmiu cyfr.

## Pola dowodu rejestracyjnego
Dowód zawiera pola do personalizacji. Część z pól nie jest opisana, a jedynie oznaczona kodem literowo-cyfrowym:
- ORGAN WYDAJĄCY – nazwa i adres,
- A – numer rejestracyjny pojazdu,
- B – data pierwszej rejestracji pojazdu,
- C – dane dotyczące posiadacza dowodu rejestracyjnego i właściciela pojazdu obejmują wydruk następujących kodów i danych:
  - C.1.1 – nazwisko lub nazwa posiadacza dowodu rejestracyjnego[a],
  - C.1.2 – numer PESEL lub REGON,
  - C.1.3 – adres posiadacza dowodu rejestracyjnego,
  - C.2.1 – nazwisko lub nazwa właściciela pojazdu,
  - C.2.2 – numer PESEL lub REGON,
  - C.2.3 – adres właściciela pojazdu,
- D – dane dotyczące pojazdu obejmują wydruk następujących kodów i danych:
  - D.1 – marka pojazdu,
  - D.2 – typ pojazdu:
    - — – wariant, jeżeli występuje,
    - — – wersja, jeżeli występuje,

  - D.3 – model pojazdu,
- E – numer identyfikacyjny pojazdu (numer VIN albo numer nadwozia, podwozia lub ramy),
- F.1 – maksymalna masa całkowita pojazdu[b], wyłączając motocykle i motorowery (w kg),
- F.2 – dopuszczalna masa całkowita pojazdu (w kg),
- F.3 – dopuszczalna masa całkowita zespołu pojazdów (w kg),
- G – masa własna pojazdu; w przypadku pojazdu ciągnącego innego niż kategoria M1 masa własna pojazdu obejmuje urządzenie sprzęgające (w kg),
- H – okres ważności dowodu, jeżeli występuje takie ograniczenie,
- I – data wydania dowodu rejestracyjnego,
- J – kategoria pojazdu,
- K – numer świadectwa homologacji typu pojazdu, jeżeli występuje,
- L – liczba osi,
- O.1 – maksymalna masa całkowita przyczepy z hamulcem (w kg),
- O.2 – maksymalna masa całkowita przyczepy bez hamulca (w kg),
- P.1 – pojemność silnika (w cm³),
- P.2 – maksymalna moc netto silnika (w kW),
- P.3 – rodzaj paliwa[c] lub źródła mocy,
- Q – stosunek mocy do masy własnej (w kW/kg); dotyczy motocykli i motorowerów,
- S.1 – liczba miejsc siedzących, włączając siedzenie kierowcy,
- S.2 – liczba miejsc stojących, jeżeli występują,
- X – potwierdzenie przeprowadzenia badania technicznego pojazdu i daty następnego badania technicznego pojazdu w rubryce dowodu rejestracyjnego „TERMIN BADANIA TECHNICZNEGO”.

Dowód rejestracyjny pojazdu zawiera kwadratowe pole z dwuwymiarowym kodem typu Aztec. Oznakowanie to służy do automatycznego i bezbłędnego wprowadzania danych z dokumentów do systemów informatycznych zakładów ubezpieczeń. Aztec Code zawiera dane tekstowe w kodowaniu UCS-2 LE skompresowane algorytmem NRV2E (wariant 8-bit z dodaniem do wyniku czterech pierwszych bajtów określających długość rozkompresowanego pliku) i zapisane w kodowaniu Base64.
W dokumencie jest także, podzielony na trzy linie po trzydzieści osiem znaków, zapis podstawowych danych z dowodu:
- litery: D, R, P, O, L; czterocyfrowy kod terytorialny wystawcy; seria i numer dowodu; numer PESEL lub REGON właściciela;
- numer VIN pojazdu;
- numer rejestracyjny; kod ITS (z katalogu Instytutu Transportu Samochodowego).

Każda linia zakończona jest cyfrą kontrolną, obliczoną według normy ICAO nr 9303.
Dowody rejestracyjne nowego wzoru wydawane były od 1 października 2004 roku. W ciągu pierwszych pięciu lat wydano ich ok. 22,3 mln. Dnia 3 marca 2016 roku, niecałe dwanaście lat po wprowadzeniu nowego wzoru dowodu rejestracyjnego, PWPW wyprodukowała pięćdziesięciomilionowy egzemplarz dowodu rejestracyjnego.
Na dowodzie rejestracyjnym nadrukowana jest seria i siedmiocyfrowy numer bez cyfry kontrolnej: 
- 2004 – seria DR/BAA,
- 2005 – seria DR/BAB,
- 2006 – seria DR/BAC,
- 2007 – seria DR/BAD,
- 2008 – seria DR/BAE,
- 2009 – seria DR/BAF,
- 2010 – seria DR/BAG,
- 2011 – seria DR/BAH,
- 2012 – seria DR/BAI,
- 2013 – seria DR/BAJ,
- 2014 – seria DR/BAK,
- 2015 – seria DR/BAL,
- 2016 – seria DR/BAM,
- 2017 – seria DR/BAN,
- 2018 – seria DR/BAO,
- 2019 – seria DR/BAP,
- 2020 – seria DR/BAQ,
- 2021 – seria DR/BAR,
- 2022 – seria DR/BAS (do 15 maja 2022 roku),
- 2022 – seria DR/BAT (od 16 maja 2022 roku).